# Eugein I di Alt Clut
Eugein I o Eugein map Beli (fl. VII secolo) regnò sull'Alt Clut (odierno Dumbarton Rock), attorno alla metà del VII secolo.
Secondo le Harleian genealogies, era figlio di re Beli, forse suo successore. Perciò sarebbe fratello o fratellastro di Bridei III re dei pitti, vincitore nella battaglia di Dunnichen. Un'interpolazione nel poema Y Gododdin, spesso conosciuto come "Strathcarron interpolation" o semplicemente come La battaglia di  Stratcarron lo definisce "nipote di Nwython", il cacciatore di "Dyfnwal Frych" (cioè Domnall Brecc), sovrano di "Pentir" (cioè Kintyre, o Dál Riata).  Gli Annali dell'Ulster ci dicono che Domnall Brecc fu ucciso nella battaglia di Srath Caruin da Hoan, rei dei britanni. Il secondo è senza dubbio Eugein map Beli. Non sappiamo esattamente quando morì, ma di certo era già morto nel 658, anno in cui gli Annali dell'Ulster ricordano la morte di un altro sovrano di Alt Clut, Guret..